# Culinária cajun
A culinária dos cajun da Louisiana, descendentes de colonos de origem francesa expulsos da Acadie (no leste do Canadá), está intimamente ligada às tradições culinárias francesas e espanholas trazidas pelos colonos que deram origem ao “crioulo da Louisiana”, e também à “soul food” dos descendentes de escravos africanos. 
Um elemento central nesta culinária é o “roux”, base do gumbo, o prato-emblema da Louisiana; o roux é um molho, típico da culinária francesa, feito cozinhando farinha de trigo numa gordura até mudar de cor (a palavra “roux” na língua francesa significa vermelho alaranjado ou “ruivo”).  As diferenças culturais estão na gordura utilizada: enquanto os crioulos, como os franceses, preparam o roux com manteiga, os cajun usam óleo vegetal e os descendentes de escravos enfarinham os ingredientes (carne, peixe ou vegetais), tradicionalmente com farinha de milho misturada com os condimentos principais, antes de os cozinhar. 
Outra diferença é que os cajun eram fundamentalmente agricultores e pescadores e aprenderam a preparar os ingredientes locais, em parte usando técnicas da culinária francesa, em que retiveram os nomes, como no “maque-choux”, que na Louisiana significa uma salada à base de milho cozido, ou no “cubillon”, corruptela de “court-bouillon”, ou caldo de peixe, em parte aprendendo a cozinhar com as populações locais, incuindo os escravos.  Já os cozinheiros franceses dos crioulos adaptaram as técnicas que conheciam aos ingredientes locais, mas mantendo os nomes originais, como “fricassé” ou “étoufée”, usando sempre o tomate como condimento principal. 

## Ingredientes da culinária cajun/crioula
Outro elemento que é muitas vezes apontado como base da culinária cajun é a “Santíssima Trindade” de vegetais – cebola, pimentão verde e aipo – que são os primeiros ingredientes de muitos pratos. Originalmente católicos, os cajun referiam-se desta forma respeitosa à base da sua comida.  No entanto, os cajun não foram os detentores destes ingredientes: o “shrimp creole”, ou seja camarão-à-crioulo, também faz uso desta trindade,  e não só na Louisiana, mas também nas Caraíbas e nas ilhas do Oceano Índico, onde os franceses estabeleceram colónias e a sua culinária. 
A mistura de condimentos na culinária cajun é também uma questão central, uma vez que os condimentos principais são fixos – sal, páprica, alho, cebola, pimenta-de-caiene e tomilho – havendo mesmo marcas comerciais bem conhecidas, como Tonny Chachere’s, que muitas pessoas usam em casa. Outro exemplo da proximidade entre a cozinha cajun e a crioula é que uma receita de “Cajun Seasoning Mix” dum professor cajun da Universidade de Texas A&M  é praticamente igual à de Emeril Lagasse, apresentador de culinária na TV, para o “Creole Seasoning”. 
Situada na costa do golfo do México e albergando o delta do Mississippi, com os seus inúmeros canais, e sendo os cajun exímios pescadores, assim como muitos outros residentes do estado, o peixe e os mariscos, tanto do mar como de água doce, são um dos ingredientes principais desta cozinha. Entre os mariscos dominam o caranguejo azul, o camarão e a ostra, principalmente a espécie Crassostrea virginica,  enquanto que o vermelhão (“red snapper” da espécie Lutjanus campechanus), o “redfish” (Sciaenops ocellatus, uma espécie de corvina, mais importante na pesca recreativa), a solha (“flounder”) e o “pompano” (xareu) . Entre os produtos de água doce, figuram em primeiro lugar o “crawfish” (lagostim, da espécie Procambarus clarkii), cultivado artesanalmente em lagoas depois da colheita do arroz , e o peixe-gato (“catfish”, Ictalurus punctatus) também produzido em grandes quantidades em tanques. 
Tradicionalmente, para além de caçadores, os cajun têm sempre uma boa coleção de galinhas e porcos; por esta razão, a carne é também largamente usada na cozinha cajun. 

## Exemplos da culinária cajun/crioula

### Pratos de peixe e mariscos
Para além do gumbo e da jambalaya (uma espécie de “paella”), os seguintes pratos podem ser considerados típicos desta cultura:
- “Étoufée” (estufado de peixe ou mariscos) [13]
- ”Courtbouillon” ou “coubillon” (estufado de peixe ou mariscos) [14]
- “Crawfish boil” (cozido de lagostim, embora se faça também com camarão) [15]
- “Fish fry” ou fritada de peixe (tal como o “seafood boil”, uma comida para grandes grupos de convivas)[carece de fontes?]
- “Blackened fish” (peixe frito na chapa ou frigideira, com temperos até o exterior ficar enegrecido) [16]
- Rémoulade (maionese com condimentos e ervas frescas, típica de New Orleans, normalmente servida com peixe ou mariscos) [17]
- ”Cajun popcorn” ("pipoca cajun" - camarão ou crawfish frito e temperado com “cajun spice mix”) [18]

### Pratos de carne
- Andouille
- Boudin
- Tasso